# Canthylidia sumbensis
Canthylidia sumbensis là một loài bướm đêm trong họ Noctuidae.